# Château de Sunpu

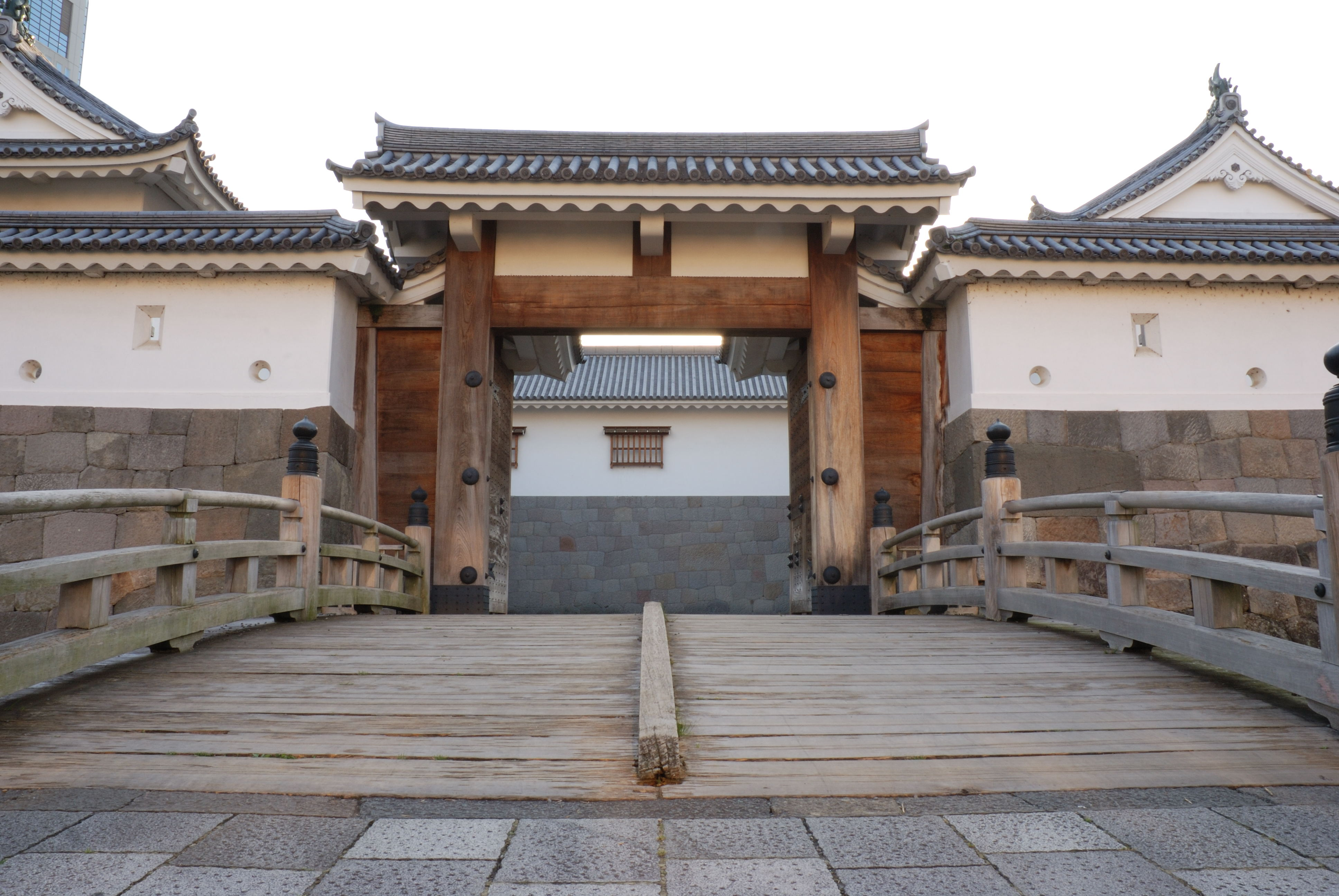
Porte Higashi (Higashi-go-mon).

Le château de Sunpu (駿府城, Sunpu-jō) est un château japonais situé à Shizuoka dans la préfecture de Shizuoka (ou l’ancienne province de Suruga) au Japon. Il est parfois appelé château de Fuchu (府中城, Fuchu-jō) ou château de Shizuoka (静岡城, Shizuoka-jō) ; il est surnommé aussi le « château de l’île flottante ».

## Histoire
Durant l’époque de Muromachi, le clan Imagawa dirigeait la province de Suruga depuis sa résidence fortifiée (yakata) à Sunpu (de nos jours Shizuoka). On ne connaît cependant pas la date exacte de construction du premier château sur le site. Après la défaite de Yoshimoto Imagawa à la bataille d'Okehazama (1569), la province tomba sous l’égide du clan Takeda, puis enfin de Ieyasu Tokugawa qui avait passé son enfance à Sunpu en tant qu’otage des Yoshimoto.
En 1585, Ieyasu bâtit le château de Sunpu sur le site de l’ancienne résidence des Imagawa. Cependant, la défaite du clan Go-Hōjō lors de la bataille d'Odawara par Hideyoshi Toyotomi força Ieyasu à échanger ses domaines de la région de Tōkai avec les provinces du Kantō, ainsi qu’à rendre le château de Sunpu à Nakamura Kazuichi, vassal des Toyotomi, dès 1590. Ce dernier récupéra toutefois la ville grâce à sa célèbre victoire de Sekigahara. Plus tard, Ieyasu passa les rênes du shogunat à son fils Hidetada Tokugawa et se retira à Sunpu, où il fonda un gouvernement occulte pour garder une certaine mainmise sur le shogunat dans l’ombre. Toujours selon la volonté des Tokugawa de limiter la force de leurs rivaux potentiels, des daimyos de tout le pays furent sollicités pour reconstruire le château de Sunpu en 1607, avec un tenshu (donjon), un honmaru (palais) et trois douves. L’incendie de 1610 force ces derniers à reconstruire derechef l’édifice, cette fois avec un tenshu de sept étapes. Après la mort de Ieyasu en 1616, le château resta aux mains du gouvernement du domaine de Sunpu, qui fut durant la majeure partie de l’époque d’Edo un tenryō (territoire directement rattaché au shogun).
Durant cette période, la région est donc administrée depuis le château par des dirigeants nommés par l’État et appelés Sunpu jōdai (駿府城代) ou Sushū rioban. Ces derniers seront la plupart du temps promus au titre d’Ōbangashira. En 1635, un nouvel incendie ravagea une grande partie de Sunpu et du château. Trois ans plus tard, le palais, les portes, les tours et autres dépendances furent rebâtis, mais, fait rare, pas le tenshu, étant donné que la région était gouvernée par un administrateur et non un daimyo.
Lors de la restauration Meiji, le dernier shogun Tokugawa, Yoshinobu Tokugawa, renonça à son poste et se retira à Sunpu. Toutefois, il ne fut pas autorisé à habiter le château, mais seulement l’ancien daikansho (bureau du magistrat). Son héritier, Tokugawa Iesato, fut brièvement nommé daimyo du domaine de Shizuoka (700 000 koku) en 1868 jusqu’à sa disparition l’année suivante. Sunpu fut à partir de cette date nommée « Shizuoka ».
En 1871, un professeur américain nommé E. Warren Clark arriva à Shizuoka pour y enseigner la science. Peu de temps après, il fit construire une résidence de style occidental en lieu et place de l’ancien château. En 1873 toutefois, Clark partit pour Tokyo et sa résidence accueillit alors une école occidentale nommée Shizuhatasha (ou Shizuhatanoya). Davidson MacDonald, missionnaire canadien, la dirigeait au début, avant d’aider plus tard à l’établissement de l’université Aoyama Gakuin à Tokyo,.
En 1889, le château de Sunpu devint la propriété de la ville de Shizuoka. Les douves furent en grande partie comblées tandis qu’un parc et des bureaux de la préfecture furent installés dans l’enceinte de l’édifice. Puis en 1896, le site intérieur passa aux mains du 34e régiment d’infanterie de l’armée impériale. Plusieurs vestiges de l’ancien château furent alors détruits par l’armée.
En 1949, la base militaire fut fermée et la ville reprit possession du site et l’aménagea en un parc, le parc de Sunpu. Un projet de restauration permit en 1989 puis en 1996 de rebâtir la tour Tatsumi et la porte est.